# Theo Erich Sönnichsen
Theo Erich Sönnichsen war ein deutscher Kapitän und Schriftsteller für See- und Luftfahrt der 1930er und 1940er Jahre.

## Leben
Sönnichsen war Kapitän und beriet 1925 den Drehbuchautor Werner Jonas beim Drehbuch des Films Schiff in Seenot der Phoebus-Film-AG (Berlin), wo er als Coautor in Erscheinung trat. Ab 1936 arbeitete er unter der Leitung von Generalmajor Friedrich Christiansen, der ebenfalls von der Marine kam, als Sachbearbeiter beim Kommando der Fliegerschulen Berlin. Hierfür schrieb er Handbücher für den Dienstunterricht wie Die Luftfahrt-Navigation (1936) und Das Flugzeug, Handbuch über Aufbau, Triebwerk, Flugwerk, Ausrüstung, elektr. Anlagen, FT-Anlage, Instandsetzung, Betriebsmaßnahmen (1940), welches als Standardwerk über den deutschen Flugzeugbau bezeichnet werden kann. 1937 wurde er mit der Gründung des NSFK gemäß seinem Rang als Kapitän zum NSFK-Standartenführer ernannt. Nach dem Krieg brachte er neben Romanen auch einen Ratgeber für alle Laufbahnen in der Handelsmarine unter dem Titel Ich will zur See fahren! heraus.

## Bücher
- Navigation und Seemannschaft im Seeflugzeug (1918)
- Schiff in Seenot. Drehbuch (1925)
- Die Luftfahrt-Navigation (1936)
- Seeflieger in Flandern – aus den Tagebuchblätterns des Leutnants zur See Hans Rolshoven (1937)
- Wasserfahrten mit einer kleinen Freundin.: Erlebtes, Erlauschtes u. Lehrreiches v. d. märkischen Seen (1938)
- Das Seeamt hat gesprochen! Tatsachenberichte vom stillen Heldentum deutscher Seeleute (1938)
- Seemannschaft in der Luftwaffe (1938)
- Das Flugzeug, Handbuch über Aufbau, Triebwerk, Flugwerk, Ausrüstung, elektr. Anlagen, FT-Anlage, Instandsetzung, Betriebsmaßnahmen (1940)
- Männer vom Seenotdienst (1943)
- Gestrandet und verschollen. Ein Südsee-Roman (1950)
- Ich will zur See fahren! Ratgeber für alle Laufbahnen in der Handelsmarine (1955)
- Der segelnde Lucullus – Kombüsengeheimnisse für Jachtsegler (1956)

| Personendaten    | Personendaten                        |
| ---------------- | ------------------------------------ |
| NAME             | Sönnichsen, Theo Erich               |
| KURZBESCHREIBUNG | deutscher Kapitän und Schriftsteller |
| GEBURTSDATUM     | 19. Jahrhundert oder 20. Jahrhundert |